# Lestes unguiculatus
Lestes unguiculatus – gatunek ważki z rodziny pałątkowatych (Lestidae). Występuje na terenie Ameryki Północnej.